# Mariakapel (Weert, Ursulinenhof)
De Mariakapel is een kapel in de Weert in de Nederlandse gemeente Weert. De kapel staat aan de Ursulinenhof in de binnenstad van Weert.
De kapel is gewijd aan de heilige Maria.

## Geschiedenis
In de 19e eeuw werd door de Ursulinen in Weert het Ursulinenklooster gebouwd. Rond 1880 bouwden de Ursulinen in de kloostertuin een Mariakapel.
Toen het klooster gesloopt werd, werd de kapel onderdeel van de openbare ruimte.

## Bouwwerk
De in neoromaanse stijl gebouwde kapel is opgetrokken op een zeshoekig grondplan en wordt gedekt door een tentdak met leien en bekroond met een smeedijzeren kruis. Ze is gebouwd in baksteen op een cementstenen plint. In vijf van de gevels heeft de kapel een rondboogvenster met glas-in-lood met cementstenen aanzetstenen en sluitsteen. In de gevels is boven de vensters een rondboogfries aangebracht met lisenen en op de hoeken zijn er tweeledige steunberen geplaatst.
Van binnen is de kapel wit gepleisterd. In de kapel staat op een sokkel een wit Mariabeeld die de heilige toont in biddende positie met haar handen samengevouwen.